# Route Napoléon (Belgique)
Pour les articles homonymes, voir Route Napoléon.
La Route Napoléon est une route touristique d'histoire militaire reliant Beaumont à Waterloo sur une longueur de 94 km. Mise en valeur par la région wallonne dans la perspective du bicentenaire de Waterloo, la route est jalonnée de quelque 150 monuments, stèles, musées évoquant le passage de Napoléon sur la route menant à Waterloo.

## Géographie
Elle recouvre trois provinces, le Hainaut, Namur et le Brabant wallon et retrace le trajet que Napoléon a emprunté en Belgique durant les quatre jours qu'il y est resté.
| Entité          | Point d'intérêt  |
| Beaumont        | Tour Salamandre  |
| Marbaix-la-Tour |                  |
| Jamioulx        |                  |
| Marcinelle      |                  |
| Charleroi       |                  |
| Fleurus         |                  |
| Ligny           |                  |
| Baisy-Thy       | Quatre-bras      |
| Genappe         | Ferme du Caillou |
| Braine-l'Alleud | Butte du Lion    |
|                 |                  |

## Correspondance historique
La route est présentée comme correspondant au parcours du militaire et homme politique français Napoléon Ier sur le territoire belge, pris dans ses frontières fixées par le traité des Limites de 1820, toujours en vigueur en 2014.
L'armée française entre à Beaumont le 14 juin 1815, pour être défaite quatre jours plus tard par les armées de la Septième Coalition lors de la bataille de Waterloo.

## Signalétique
La route est identifiée par des panneaux de couleurs brunes portant l'inscription « La route Napoléon en Wallonie », le mot Napoléon en doré, les autres mots en blancs et petites majuscules.
Les éditions Michelin édite un guide touristique.